# Via dei Condotti
Via dei Condotti, nota semplicemente come via Condotti, è una delle vie più conosciute di Roma. Situata nell'area nord del centro storico (il cosiddetto Tridente), collega via del Corso a Piazza di Spagna.

## Descrizione
Inizialmente, quando fu aperta da papa Paolo III nel 1547, era nota come via della Trinità perché congiungeva, mediante un lungo rettifilo da piazza Nicosia a piazza di Spagna, piazza di Ponte Sant'Angelo alla piazza sottostante la chiesa della Trinità dei Monti, costituendo il principale asse viario trasversale della città di età barocca, collegando le nuove zone edificate del Tridente con l'area del Vaticano.
Il nome attuale deriva dalle condutture dell'Aqua Virgo che nel XVI secolo Gregorio XIII fece derivare dal "bottino" (serbatoio) del Pincio (bottino che ancor oggi dà il nome ad un vicolo ubicato in quell'area), per servire la parte bassa del Campo Marzio. Al di là del Corso, infatti, il tracciato prosegue rettilineo, pur cambiando nome in "via della Fontanella di Borghese".
Successivamente alla posa delle condutture che portavano l'acqua vergine alla fontana di Trevi prese il nome di via Condotta poi trasformato in Condotti.
Oggi è il principale distretto del lusso della Capitale, dove sono presenti le boutique di: Dior, Gucci, Hermes, Bulgari, Armani, Saint Laurent, Jimmy Choo, La Perla, Prada, Ferragamo, Bottega Veneta, Céline, Tod's, Moncler, Dolce e Gabbana, Max Mara, Brioni, Sergio Rossi, Montblanc, Zegna, Van Cleef & Arpels, Loro Piana, Alberta Ferretti, Damiani, Michael Kors, Swarovski, Buccellati, Rolex, Omega, Patek Philippe, TAG Heuer, Cartier, Tiffany & Co., Louis Vuitton, lo storico Caffè Greco e in fondo su Largo Goldoni si affacciano le vetrine di Fendi.
La via ha ospitato durante gli anni 70 e 80, presso l'ultimo piano del palazzo che ospita il gioielliere Bulgari, la sede dell'associazione criminale Loggia massonica Propaganda 2 (P2).

## Monumenti

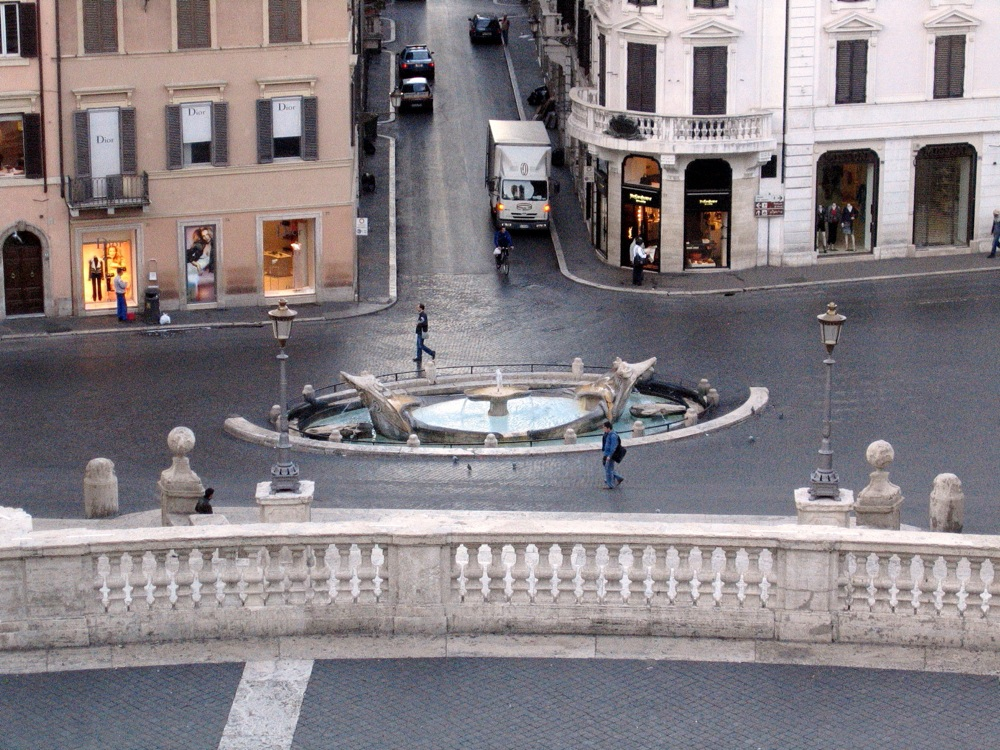
La fontana della Barcaccia dall'alto della scalinata di Trinità dei Monti verso via Condotti

Percorrendo la via da piazza di Spagna a largo Goldoni (che si apre di fianco alla casa, proprio su Via Condotti, dove abitò il commediografo) si incontrano i seguenti monumenti di interesse storico:
- Antico Caffè Greco (XVIII secolo)
- Palazzo Magistrale (o Palazzo di Malta)
- Palazzo Núñez-Torlonia
- Palazzo degli Ansellini (XIX secolo)
- Palazzo Della Porta Negroni Caffarelli (XIX secolo)
- Palazzo Avogadri Neri (XVII secolo)
- Palazzo Megalotti (XVIII secolo)
- Palazzo Maruscelli Lepri (XVII secolo)
- Chiesa della Santissima Trinità degli Spagnoli (XVIII secolo)